# Codis Negres (Estats Units)
Els Codis Negres (en anglès, Black Codes) eren cossos de lleis establerts a nivell dels governs estatals dels Estats Units, en qualitat de legislació interna, destinat a posar límits als drets ciutadans de la població de raça negra. Aquests grups de normes van ser redactats i promulgats en diverses legislatures estatals a partir de la dècada de 1830, i van tenir una veritable vigència fins ben entrat el segle xx, quan el moviment pels drets civils va causar la seva abolició.

## Fonaments
Inicialment els "Codis Negres" eren promulgats en Estats que no havien legalitzat l'esclavitud als seus territoris però que desitjaven evitar que la població negra lliure accedís a drets iguals als blancs. No obstant aquestes normes van ser d'abast limitat, ja que la major part de la població negra als Estats Units seguia sent esclava fins al final de la Guerra de Secessió i no era necessari regular la seva situació legal doncs en ser esclaus eren considerats com a béns mobles i no com a persones dotades de drets humans bàsics.
La Proclamació d'Emancipació de 1863, dictada enmig de la Guerra Civil pel president Abraham Lincoln, va abolir l'esclavitud i va significar que la població negra dels Estats Units canviés la seva situació legal de manera immediata. Una gran massa d'individus d'ambdòs sexes, i de tota edat, va passar a ser considerada en teoria ciutadans nord-americans i podia per tant accedir als mateixos drets i beneficis reconeguts a la població blanca. No obstant això, el racisme fortament establert entre àmplies capes socials de blancs no va desaparèixer, i de fet en els Estats que havien format part de la Confederació la discriminació racial va ser un problema vigent durant generacions, que no desapareixeria solament amb una llei.

## Implantació i difusió
Quan va acabar la Guerra de Secessió, els Estats del Sud es van veure subjectes a l'autoritat de l'Exèrcit de la Unió, immigrants arribats des del Nord i meridionals simpatitzants de la Unió. Si bé un primer esforç va ser eliminar els partidaris de la Confederació dels càrrecs públics, el sentiment a favor de la discriminació racial seguia actiu en el Sud i el triomf del Nord no era suficient per suprimir-ho.
Quan durant el període de la reconstrucció (Estats Units) es va discutir els requisits perquè els antics Estats confederats tornessin a la Unió, totes les assemblees estatals van acceptar l'Esmena Tretzena de la Constitució que abolia l'esclavitud. Els Codis Negres van servir en la pràctica com a mètode per legalitzar la discriminació racial i sobretot la segregació practicada per les autoritats de raça blanca.
No obstant això, les assemblees estatals es van preocupar de reduir la influència política de la població negra i per a això es van establir els Codis Negres com a normes per controlar el treball, activitats, i desplaçaments dels ex esclaus, establint inclusivament la servitud per deutes. El primer Estat meridional a adoptar tals normes va ser Texas en 1866, sent promptament imitat per altres Estats del Sud, on es va considerar precís controlar la llibertat de treball dels antics esclaus mitjançant un sistema de multes i càstigs corporals, com a forma d'assegurar mà d'obra barata als blancs.
Posteriorment, es va ampliar l'àmbit dels Codis Negres fins a abastar qüestions com el dret al sufragi, l'ús d'instal·lacions públiques, l'educació escolar, i moltes altres qüestions que van ser matèries de lleis més racistes inclusivament, conegudes sota el nom genèric de Lleis Jim Crow.